# Flesh & Blood (화이트스네이크의 음반)
《Flesh & Blood》는 영국의 하드 록 밴드 화이트스네이크의 열세 번째 스튜디오 음반으로, 2019년 5월 10일, 프론티어즈 뮤직을 통해 발매되었다. 리드 싱글 〈Shut Up & Kiss Me〉의 뮤직 비디오가 공개되었다. 이 음반은 영국 음반 차트에서 7위에 올랐고, 영국 록 & 메탈 음반 차트에서는 1위를 차지했으며, 발매 첫 주에 4,894장이 판매되었다.

## 배경
데이비드 커버데일은 이 밴드가 "우리가 가진 모든 것과 더 많은 것을 이 음반을 만드는데 쏟았다"고 말했다. 2015년 화이트스네이크에 합류한 미국의 음악가 조엘 호헥스트라는 커버데일과 함께 이 음반의 6곡을 공동 작곡했다. 또한, 미국의 음악가 레브 비치가 5곡의 곡을 공동 작곡했다. 〈Gonna Be Alright〉라는 곡의 리프는 1993년 《Coverdale–Page》 녹음 당시 커버데일이 사용하지 않은 아이디어 중 하나였다.

## 투어
밴드는 4월에 북미 일정을 시작으로 지원 투어에 착수했으며, 이어서 여름 동안 유럽 투어를 진행했다. 그러나 호주, 뉴질랜드, 일본을 포함한 월드 투어의 일부 일정은 밴드 멤버들의 건강 문제와 코로나19 범유행으로 인해 연기되었다.

## 평가
| 전문가 평가            | 전문가 평가 |
| 평가 점수              | 평가 점수   |
| 출처                   | 점수        |
| ---------------------- | ----------- |
| Classic Rock           | [ 9 ]       |
| Metal.de               | 6/10        |
| Metal Hammer (Germany) | 6/7         |
| Rock Hard              | 8/10        |
| The Rockpit            | (favorable) |

《클래식 록》의 필립 와일딩은 청취자들이 "새로운 화이트스네이크 음반 녹음이 커버데일의 스모키, 《Lovehunter》의 과거를 회상하기를 바란다"고 느꼈지만, "증기가 많은 캘리포니아 기후에서 위를 아래로 한 채 운전하면서 무언가를 듣고 싶어하는 사람들에게는 이 화이트스네이크를 이기기가 어렵다"고 말했다.
《라우드와이어》는 이 음반을 2019년 최고의 록 음반 50장 중 하나로 선정했다.

## 곡 목록
| #   | 제목                                    | 작사·작곡                                     | 재생 시간 |
| --- | --------------------------------------- | --------------------------------------------- | --------- |
| 1.  | 〈Good to See You Again〉               | 데이비드 커버데일, 레브 비치, 조엘 호헥스트라 | 3:42      |
| 2.  | 〈Gonna Be Alright〉                    | 커버데일, 호헥스트라                          | 3:51      |
| 3.  | 〈Shut Up & Kiss Me〉                   | 커버데일, 비치                                | 3:37      |
| 4.  | 〈Hey You (You Make Me Rock)〉          | 커버데일, 비치, 호헥스트라                    | 5:29      |
| 5.  | 〈Always & Forever〉                    | 커버데일                                      | 3:53      |
| 6.  | 〈When I Think of You (Color Me Blue)〉 | 커버데일                                      | 3:52      |
| 7.  | 〈Trouble Is Your Middle Name〉         | 커버데일, 호헥스트라                          | 4:17      |
| 8.  | 〈Flesh & Blood〉                       | 커버데일                                      | 5:18      |
| 9.  | 〈Well I Never〉                        | 커버데일, 호헥스트라                          | 4:01      |
| 10. | 〈Heart of Stone〉                      | 커버데일                                      | 6:42      |
| 11. | 〈Get Up〉                              | 커버데일, 비치                                | 4:45      |
| 12. | 〈After All〉                           | 커버데일, 호헥스트라                          | 3:47      |
| 13. | 〈Sands of Time〉                       | 커버데일, 비치                                | 6:08      |